# Piotr Bednarczyk (ilustrator)
Piotr Bednarczyk (ur. 1985) – polski ilustrator, storybordzista oraz autor komiksowy. Współtwórca serii komiksów Lil i Put (scenariusz Maciej Kur), nagrodzonej w 2014 wyróżnieniem za komiks w duchu Janusza Christy.
Ilustrował polskie wydanie książek George’a MacDonalda Królewna i goblin oraz Królewna i Curdie. Absolwent Warszawskiego ASP na wydziale malarstwa i twórca murali. Rysował historie o zbóju Łamignacie do oficjalnej kontynuacji Kajka i Kokosza "Obłęd Hegemona", "Łamignat Straszliwy, "Rozróby i Romanse" oraz "Oferma Wielki". Kolorował także historie Sławomira Kiełbusa.
W 2025 narysował komiks "Chrobry", komiks stworzony z okazji 1000lecia koronacji pierwszego Króla Polski, do scenariusza Maćka Kura. Komiks powstał na zlecenie Muzeum Początków Państwa Polskiego i dał on początek nowej serii o pierwszych władcach Poslki.